# Zánět okostice
Zánět okostice (periostitis) je onemocnění vazivového obalu kryjícího povrch kosti.
Periostitida doprovází vznik ostruhy patní kosti. Způsobuje velkou bolest v dané oblasti. U běžců je častý i zánět okostice na holeních. Příčinou může být nevhodná obuv, technika běhu či povrch, po němž se běží.

## Léčba
Využívají se protizánětlivé léky, které tiší bolest. Jsou ve formě mastí, gelů, a také protizánětlivých prášků (např.: diclofenac duo, flector, voltaren atd.). Měla by se omezit zátěž alespoň po dobu 14 dnů.
Běžeckou fázi by z počátku měla nahradit posilovna. Vhodné jsou leg pressy a výpony. Zátěž by měla být lehce navyšována, až k opětnému dosažení maxima.
Z rehabilitačních technik je vhodná důkladná masáž a protažení dolního lýtka. Masírováno by však nemělo být přímo bolestivé místo. Lékař může případně doporučit elektroléčbu.
Po zbavení bolesti by neměl být uspěchán návrat do tréninkového režimu, je třeba zátěž zvětšovat postupně a s citem. Úplné zotavení může trvat až 3 týdny.